# Damares Alves
Pour les articles homonymes, voir Alves (homonymie).
Damares Alves, née le 11 septembre 1964 à Paranaguá (Brésil), est une pasteure chrétienne baptiste et femme politique brésilienne. Elle est ministre des Droits de l'homme, de la Famille et des Femmes de 2019 à 2022 dans le gouvernement du président Jair Bolsonaro.

## Biographie
Damares Alves est fille du pasteur Henrique Alves Sobrinho, fondateur d’une centaine de temples de l’Église Foursquare au Brésil,.
Elle a étudié la pédagogie à la Faculdade Pio X d’Aracaju et a obtenu une licence universitaire en 1986, puis elle a étudié le droit à la Faculdades Integradas de São Carlos et a obtenu une licence universitaire en 1992.

### Ministère
Elle est devenue pasteur de l'Église Foursquare puis de l'Église baptiste de Lagoinha à Belo Horizonte.

### Carrière
Avant sa nomination ministérielle, elle a été conseillère juridique au Congrès national pendant plus de 20 ans. Elle a aussi été chargée de la communication du député Magno Malta (en). 
En décembre 2018, le président élu Jair Bolsonaro annonce son intention de la nommer ministre des Droits de l'homme, de la Famille et des Femmes. C'est initialement Magno Malta qui était pressenti pour le poste, explique le chercheur Stéphane Witkowski : « Ce dernier est une personnalité marquante, il s’est notamment battu contre la pédophilie, mais il a été impliqué dans des affaires de corruption, d’où le choix de nommer plutôt son assistante directe »,. La Première dame Michelle Bolsonaro, par ailleurs son amie, joue aussi un rôle dans sa nomination.
Sous la précédente présidence, le ministère était celui « des Droits humains », son nouveau nom visant à apaiser les craintes des minorités et de la société sur le sujet (la ministre a sous sa tutelle le portefeuille des questions LGBT et des populations indigènes). Stéphane Witkowski poursuit : « Ce n’est pas un portefeuille important pour Bolsonaro. Il y a d’ailleurs nommé une femme peu connue dans l’opinion publique brésilienne. Il y a une certaine cohérence intellectuelle dans ce choix ». Avec Tereza Cristina, Damares Alves est la seule femme du gouvernement. Elle entre en fonction le 2 janvier 2019. Elle révèle qu'elle a dans le passé assisté à une apparition de Jésus « perché sur un goyavier » et déplore que « certains journalistes » prennent ses « croyances à la rigolade ».
En mars 2022, elle quitte le gouvernement pour briguer un poste de sénatrice du District fédéral lors des élections du 2 octobre, à l'issue desquelles elle est élue.

## Prises de position
Pour le chercheur Stéphane Witkowski : « Elle prétend défendre les droits des minorités, mais quand on reprend ses déclarations passées, elle est tout de même marquée par un discours idéologique très à droite et réactionnaire ». Selon l'universitaire Gilberto Calil, elle appartient à « la fraction la plus idéologique qui gravite autour » d'Olavo de Carvalho.
Elle s'oppose à l'avortement – illégal au Brésil dans la plupart des cas – et pense que les femmes sont nées pour devenir mères et rester à la maison. Elle intervient directement en août 2020 pour tenter d’empêcher l'avortement d'une fillette de dix ans violée par son oncle. Ses assistants organisent des manifestations devant le domicile de l'enfant, puis devant la clinique où devait se pratiquer l'avortement.
En 2016, elle confie à une congrégation évangélique : « Il est temps que l'Église annonce à la nation que nous sommes venus ... Il est temps que l'Église gouverne ». En mars 2018, elle s'en prend au féminisme lors d'une interview : « C'est comme s'il y avait une guerre entre hommes et femmes au Brésil. Cela n'existe pas ». Elle critique les « théologues du genre » qui, selon elle, affirment qu’un enfant est « neutre » à la naissance puis « choisit ensuite librement son sexe ».
Alors que certaines déclarations homophobes de Jair Bolsonaro suscitent la crainte parmi le mouvement LGBT concernant sa politique sur le sujet, Damares Alves assure : « Les revendications des personnes LGBT sont très délicates, mais mes relations avec les mouvements LGBT sont très bonnes. Il est possible d’avoir un gouvernement de paix entre le mouvement conservateur, le mouvement LGBT et les autres mouvements ». Selon le président de l’Alliance nationale LGBT Toni Reis en décembre 2018, elle s'est engagée à lutter contre les violences à l’égard de la communauté LGBT+ et pour une meilleure insertion professionnelle des personnes trans. Pour sa part, la Ligue brésilienne des lesbiennes (LBL) estime qu'il est « impossible d’initier un dialogue avec les défenseurs de l’existence de la soi-disant "théorie du genre", qui remettent en cause des débats et des droits durement acquis grâce à nos luttes sociales ». Damares Alves a toutefois affirmé ne pas vouloir revenir sur le mariage homosexuel, légal au Brésil depuis 2013.
Elle suscite une nouvelle polémique dès janvier 2019, en déclarant : « Une nouvelle ère commence au Brésil, les garçons s'habilleront en bleu et les filles en rose ». Le lendemain, elle tempère sa position, en précisant qu'il ne s'agit pas d'un projet mais d'une « métaphore » sur le « respect de l’identité biologique des enfants ».
Elle accuse aussi le film d'animation La Reine des neiges de rendre les petites filles homosexuelles.

## Vie privée
Divorcée, elle est mère d'une fille, qu'elle a adoptée. Cette dernière est une indigène de l’ethnie Kamayurá. D'anciens proches de l’enfant affirment qu’elle a été séparée de sa famille sans l’autorisation de ses parents biologiques,, ce que dément Damares Alves.